# Куївіенен
Куівіенен (квен. Kuivienen "Вода пробудження") — в легендаріумі Дж Р. Р. Толкіна озеро на далекому сході Середзем'я біля якого пробудилися перші ельфи або квенді як вони себе називали («ті що говорять голосами»). Згідно «Квенти Сильмаріліон», це озеро було затокою внутрішнього Моря Гелкар, що розлилося на місці, де в давні часи була основа гори зі свічадом Іллуін, яку зніс Мелкор. Чимало вод стікалося туди зі східних вершин і першими звуками,  які почули ельфи, були джеркотіння та плюскіт води, що спадала на камінь. Саме біля Куівіенену Мелькор через своїх поплічників — примар та лихих духів — викрадав квендів, яких внаслідок тортур і чаклунства було перетворено на орків.
Згодом на березі озера квендів знайшов вала Ороме і назвав їх елдарами — зоряним народом. Повернувшись до Валінору, Ороме розповів про примар, що тривожать ельфів. Валари розпочали війну з Мелкором, зруйнували його фортецю Утумно, а самого бунтівного валу взяли в полон і скували ланцюгом Ангаінором, й у світі на довгі віки запанував спокій. Потому більшість квендів під проводом Ороме рушили на захід до Валінору. Проте частина ельфів не згодилася покидати Середзем'я і, відділившись від ельдарів, не зустрічалася з ними впродовж багатьох віків. Ці ельфи отримали назву авари - Несхітливі. Так було дано початок першому поділу ельфів на ельдарів (згодом вони розподілилися на нолдорів («потайних»), синдарів (сірих), телерів («останніх») та аварів.
Також у «Квенті Сильмаріліон» сказано, що «у мінливому світі обриси морів і суші розламались і витворилися заново; річки переінакшили свій плин, а гори — рельєф; до Куівіенену немає вже вороття.»